# 新·春香傳
《新·春香傳》（日语：新・春香伝）是日本漫畫團體CLAMP所創作的以相近異世界為背景的漫畫故事。原作於白泉社的上刊載，1992年10月20日號、1993年8月20日號及1994年2月20日號上刊載。全3話。
改編自朝鮮王朝時代流傳的民間故事《春香傳》，除了背景之外，人物及角色劇情幾乎全為CLAMP原創並自行增加的角色。角色曾於同是CLAMP創作的少年漫畫TSUBASA翼中登場。

## 故事背景
高麗屬國中一個叫做「蓮姬」的小城。這個城的管理者是貴族階級中稱作「兩班」的男人、在他的統治下居民在被課徵超額的重稅下生活的痛苦不以，兩班的兒子在城中也是用暴力橫行，對居民狐假虎威。主角是少女時期的春香，以自己的武技自傲，期待自己有日能用得意的武術給惡人一個教訓。於是有一天，一名稱作夢龍的旅人來到春香家拜訪母親明華。

## 登場人物
配音員為廣播劇CD。
春香（配音：白鳥由里）
主角，是14歲的少女。代替死去的父親守護自己的母親，有學習武術。
明華（配音：池田昌子）
春香的母親。高麗一名高強的秘術師，長於藥物的調和及咒語並以此為生。
夢龍（配音：置鮎龍太郎）
自稱是旅人來拜訪，十分關心兩班的惡行。是個食量很大的謎謎眼食客。
兩班（配音：麥人）
高麗中央政府派遣來治理「蓮姬」的統治者。十分覬覦美麗的明華，但總是被以春香為理由拒絕。
兩班的兒子（配音：飛田展男）
因為父親有兩班的權力為背景，在城中故作非為。
香丹（配音：永島由子）
城中受到兩班的兒子欺負，被春香出手相助的女性。
玉蓮、春蓮
離開蓮姫後，春香及夢龍偶然遇見的秘術師姐妹。具有以祈舞向天神請求降雨的能力。
夜語
離開蓮姫後，春香及夢龍借住於水月城時遇見的年長女性。是有名的高強秘術師。
闇青
水月的兩班在到任時帶來的青年秘術師。水月名産「水之花」被他們所獨占，水月城在他們到達後被天神降怒而發生乾旱。

## 作品一覽
- 新・春香傳[一] 蓮姬（1992年10月20日号）
- 新・春香傳[二] 水月（1993年8月20日号）
- 新・春香傳 懷舊譚（1994年2月20日号）
- 新・春香傳 晨食譚（1996年的廣播劇小冊子，後收錄至文庫版）

### 出版書籍
- 單行本

| 冊數 | 白泉社         | 白泉社             | 台灣東販      | 台灣東販           |
| 冊數 | 發售日期       | ISBN               | 發售日期      | ISBN               |
| ---- | -------------- | ------------------ | ------------- | ------------------ |
| 全   | 1996年12月15日 | ISBN 4-592-15550-5 | 1997年6月15日 | ISBN 957-64-3487-4 |

- 白泉社文庫（2002年3月15日、白泉社、ISBN 4-592-88713-1） - 解說尹仁完。

## 廣播劇
1994年11月30日廣播劇發售。劇本由CLAMP負責。

### 單曲CD
- 行人 KOUJIN（作詞: 大川七瀬、作曲及編曲: 外山和彦、歌: 山根榮子）

## 標示時的錯誤
在日本原版中，中央政府直屬為了監視兩班而派遣的密探「暗行御吏」其实是誤植，正確應為「暗行御史」，「吏」是誤植。請參考暗行御史。

## 外部連結
- CLAMP-NET.COM（页面存档备份，存于）